# Felix Platte
Felix Platte (Höxter, 11 februari 1996) is een Duits voetballer die bij voorkeur als aanvaller speelt. Hij verruilde FC Schalke 04 in augustus 2017 voor SV Darmstadt 98, dat hem in het voorgaande anderhalf jaar al huurde.

## Clubcarrière
Platte speelde in de jeugd bij TSV Sabbenhausen, TuS WE Lügde, SC Paderborn 07 en Schalke 04. Op 14 februari 2015 debuteerde hij in de Bundesliga in het uitduel tegen Eintracht Frankfurt. Platte mocht na 79 minuten invallen voor Kevin-Prince Boateng. Schalke 04 verloor met 1–0 in Frankfurt am Main. Vier dagen na zijn debuut in de Duitse competitie speelde Platte mee in de kwartfinale tegen Real Madrid in de UEFA Champions League 2014/15, ter vervanging van de geblesseerde Klaas-Jan Huntelaar. Hij zag een afstandsschot van zijn voet eindigen op de lat. Schalke verloor de thuiswedstrijd met 0–2.

## Clubstatistieken
| Seizoen | Club              | Competitie    | Wedstrijden | Doelpunten |
| ------- | ----------------- | ------------- | ----------- | ---------- |
| 2014/15 | FC Schalke 04     | Bundesliga    | 2           | 0          |
| 2015/16 | FC Schalke 04     | Bundesliga    | 1           | 0          |
| 2015/16 | → SV Darmstadt 98 | Bundesliga    | 11          | 0          |
| 2016/17 | → SV Darmstadt 98 | Bundesliga    | 9           | 2          |
| 2017/18 | SV Darmstadt 98   | 2. Bundesliga | 21          | 5          |
| 2018/19 | SV Darmstadt 98   | 2. Bundesliga | 10          | 1          |
| 2019/20 | SV Darmstadt 98   | 2. Bundesliga | 13          | 1          |
| 2020/21 | SV Darmstadt 98   | 2. Bundesliga | 17          | 1          |
| Totaal  | Totaal            | Totaal        | 84          | 10         |

## Erelijst
| Europees kampioen –21 | 1x | 2017 |